# Жестокое царство
«Жесто́кое ца́рство» (англ. «Harsh Realm») — американский фантастический телесериал от Криса Картера, создателя «Секретных материалов» и «Тысячелетия». В России также известен под названием «Симулятор».
Сюжет сериала базируется на одноименной серии комиксов. Сериал транслировался в 1999 году на канале FOX, было снято 9 серий.

## Сюжет
Сериал рассказывает о Томе Хоббсе, молодом лейтенанте вооруженных сил США, которому командование дает особое задание: отправиться в военный игровой симулятор «Жестокое царство» и остановить генерала Омара Сантьяго, который взломал код игры и теперь угрожает реальному миру.
Несмотря на то, что сюжет «Жестокого царства» напоминает фильм «Матрица», вышедший в том же году, фабула для него была придумана гораздо раньше, в начале девяностых годов: по мотивам комиксов Джеймса Д. Хаднэлла и Эндрю Пакетта. Сериал был хорошо встречен критиками, но из-за недостаточной рекламной кампании и неудачного эфирного времени не смог удержать аудиторию.

## В главных ролях
- Скотт Бэйрстоу — Том Хоббс
- Ди Би Суини — Майк Пиноккио
- Терри О’Куинн — Омар Сантьяго
- Саманта Мэтис — Софи Грин
- Сара-Джейн Редмонд — Инга Фосса
- Рэйчел Хэйворд — Флоренс